# Jorman Sánchez
Jorman Esteban Sánchez Tencio (Pérez Zeledón, San José, Costa Rica, 16 de febrero de 1998) es un futbolista costarricense que juega de lateral izquierdo o interior.

## Trayectoria

### Deportivo Saprissa
Jorman Sánchez es cantera del Deportivo Saprissa y fue promovido al plantel absoluto a partir de 2017, bajo las órdenes del entrenador Carlos Watson. Para el inicio del Campeonato de Verano que se llevó a cabo el 8 de enero, el equipo saprissista tuvo la visita al Estadio Carlos Ugalde, donde enfrentó a San Carlos. Por su parte, el jugador no fue convocado para este compromiso, mientras que el marcador fue con derrota de 1-0. Debutó profesionalmente el 22 de enero, en el partido de su equipo contra el Cartaginés en el Estadio "Fello" Meza. En esa oportunidad, entró de cambio por Jordan Smith al minuto 73', y el resultado fue de pérdida 3-0. La reanudación de la Liga de Campeones de la Concacaf, en la etapa de ida de los cuartos de final, tuvo lugar el 21 de febrero, fecha en la que su club recibió al Pachuca de México en el Estadio Ricardo Saprissa. El centrocampista quedó en la lista de suplentes y el trámite del encuentro se consumió en empate sin anotaciones. El 28 de febrero fue el partido de vuelta del torneo continental, en el Estadio Hidalgo. Las cifras finales fueron de 4-0 a favor de los Tuzos. El 12 de abril, en el áspero partido contra Pérez Zeledón en el Estadio Ricardo Saprissa, su club estuvo por debajo en el marcador por el gol del adversario en tan solo cuatro minutos después de haber iniciado el segundo tiempo. El bloque defensivo de los generaleños le cerró los espacios a los morados para desplegar el sistema ofensivo del entrenador Carlos Watson, pero al minuto 85', su compañero Daniel Colindres brindó un pase filtrado al uruguayo Fabrizio Ronchetti para que este definiera con un remate de pierna izquierda. Poco antes de finalizada la etapa complementaria, el defensor Dave Myrie hizo el gol de la victoria 2-1. Con este resultado, los saprissistas aseguraron el liderato del torneo a falta de un compromiso de la fase de clasificación. A causa de la derrota 1-2 de local ante el Santos de Guápiles, su equipo alcanzó el tercer puesto de la cuadrangular y por lo tanto quedó instaurado en la última instancia al no haber obtenido nuevamente el primer sitio. El 17 de mayo se desarrolló el juego de ida de la final contra el Herediano, en el Estadio Rosabal Cordero. El volante entró de cambio al minuto 79' por Marvin Angulo y el marcador fue de pérdida 3-0. En el partido de vuelta del 21 de mayo en el Estadio Ricardo Saprissa, los acontecimientos que liquidaron el torneo fueron de fracaso con números de 0-2 a favor de los oponentes, y un agregado de 0-5 en la serie global.
El comienzo de su conjunto en el Torneo de Apertura 2017 se produjo el 30 de julio como local en el Estadio "Fello" Meza de Cartago contra Carmelita. Por otro lado, el jugador quedó fuera de convocatoria y el marcador culminó en victoria con cifras de 4-2. Debutó de manera formal el 22 de noviembre, en el duelo por la última jornada de la fase de clasificación ante el Santos de Guápiles, completando la totalidad de los minutos en la derrota de su club por 1-2. Los saprissistas avanzaron a la cuadrangular en el segundo sitio con 43 puntos, y al cierre de la misma, el conjunto tibaseño quedó sin posibilidades de optar por el título.
Con miras al Torneo de Clausura 2018, su equipo cambió de entrenador debido al retiro de Carlos Watson, siendo Vladimir Quesada —quien fuera el asistente la campaña anterior— el nuevo estratega. Sánchez quedó fuera de convocatoria en la primera fecha del 7 de enero ante Liberia, en el Estadio Edgardo Baltodano, donde se dio la victoria de los morados por 0-3.

### Pérez Zeledón
El 1 de febrero de 2018, el equipo saprissista logra un acuerdo para que Sánchez juegue con el Pérez Zeledón en condición de cedido. Debutó precisamente frente a Saprissa el 7 de febrero, tras ingresar de cambio al minuto 73' por el argentino Pablo Azcurra. Esta fue su única aparición en el torneo y el 19 de abril se confirmó que el futbolista no seguiría en el equipo, debido al fin del préstamo así como de la no clasificación de su conjunto a la cuadrangular final.

## Selección nacional

### Categorías inferiores
El 15 de julio de 2019, Sánchez fue convocado por Douglas Sequeira en la selección Sub-23 para jugar la eliminatoria al Preolímpico de Concacaf. Dos días después quedó en la suplencia frente a Guatemala en el Estadio Doroteo Guamuch Flores, donde el resultado se consumió en victoria por 0-3. A pesar de la derrota dada el 21 de julio por 0-2 en la vuelta en el Estadio Morera Soto, su combinado logró clasificarse al torneo continental.

## Clubes
| Club                                      | País       | Año           |
| ----------------------------------------- | ---------- | ------------- |
| Deportivo Saprissa                        | Costa Rica | 2017 - 2018   |
| Pérez Zeledón                             | Costa Rica | 2018          |
| C. S. Cartaginés                          | Costa Rica | 2018 - 2020   |
| Sporting San José                         | Costa Rica | 2020          |
| Puerto Golfito Fútbol Club                | Costa Rica | 2021 - 2022   |
| Asociación Deportiva y Recreativa Jicaral | Costa Rica | 2022 - 2023   |
| Municipal Santa Ana                       | Costa Rica | 2024 - actual |